# آداب میز

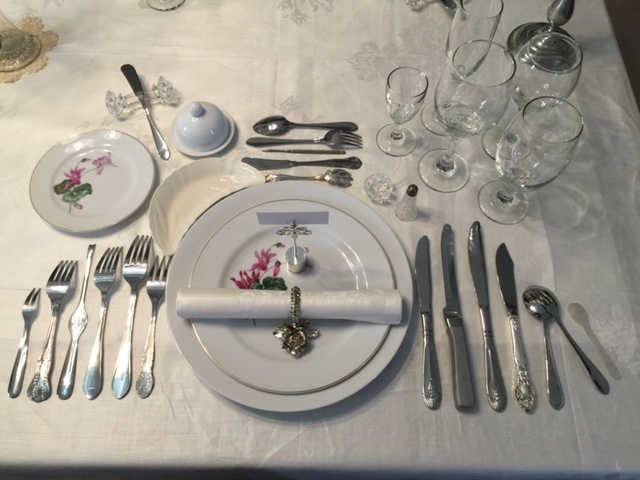
وسایل چیده شده غذا روی میز

آداب میز (به انگلیسی: Table manners)، قوانینی هستند که هنگام خوردن غذا رعایت می‌شوند که ممکن است شامل طرز استفاده از کارد و چنگال هم بشوند. کارد و چنگال مختلف از قوانین متفاوتی برای آداب میز پیروی می‌کنند. هر خانواده یا گروه، استانداردهای خود را برای اجرای سختگیرانه این قوانین، تعیین می‌کند.

## غرب اروپا (شامل بریتانیا)
به‌طور سنتی در غرب اروپا، میزبان لقمه اول رو می‌خورد مگر او جور دیگری بخواهد. میزبان بعد از آنکه همه غذاها برای آن وعده سرو شد و همه نشستند، شروع به خوردن می‌کند. در خانواده‌های مذهبی، یک غذای خانوادگی ممکن است با شکرگزاری آغاز شود و در مهمانی‌های شام، مهمانان ممکن است با تعریف از غذا و تشکر از میزبان، شروع کنند. در یک غذا خوردن گروهی، اگر پیش از آنکه خوراک برای همه سرو شود، شروع به خوردن کنید، این بی‌احترامی حساب می‌شود.
دستمال‌ها باید روی پا قرار گیرند و در لباس چپانده نشوند. از آن‌ها نباید برای کاری غیر از پاک کردن دهان استفاده شوند و اگر میخواهید در حین خوردن غذا، میز را ترک کنید، باید آن را به صورت تا نشده روی صندلی قرار دهید. بعد از اتمام غذا خوردن هم باید آن را به صورت تانشده روی میز قرار دهید.
چنگال با دست چپ و کارد با دست راست نگه داشته می‌شوند. چنگال عموماً به صورتی نگه داشته می‌شود که دندانه‌هایش به سمت پایین باشد و از کارد برای بریدن غذا یا هدایت غذا روی چنگال استفاده می‌شود. وقتی از کارد استفاده نمی‌شود، چنگال را می‌توان جوری نگه داشت که دندانه‌هایش به سمت بالا باشد. وقتی دندانه‌ها به سمت بالا باشد، چنگال روی کناره انگشت اشاره قرار گرفته و با انگشت شصت نگه داشته می‌شود. تحت هیچ شرایطی نباید چنگال را مثل بیل نگاه داشت و همه انگشتان باید دور پشت چنگال پیچیده شوند. باید یک لقمه را با چنگال بلند کرد و نباید غذا را از چنگال بجوید یا گاز بزنید. کارد را باید از پایه و درون کف دست نگاه داشت، نه مثل یک مداد و بین انگشت شصت و انگشت اشاره.کارد را نباید درون دهان کرد و یا آن را لیس زد.  